# Hello Kitty (datorspel)
Hello Kitty är en fiktiv figur som förekommer i en rad datorspel. Figuren har använts med licens från Sanrio av ett antal olika företag i ett flertal olika speltyper.

## Ludografi
Flertalet spel släpps endast på den japanska marknaden. Några av dem lokaliseras för USA och/eller Europa.

### Hello Kitty no Hanabatake
Hello Kitty no Hanabatake, Hello Kitty's Flower Shop, (1992) är ett plattformsspel som går ut på att Hello Kitty ska vattna blommor.

### Hello Kitty World
Hello Kitty World (ハロー キティ ワールド) var Famicom-versionen av Balloon Kid (ett spel utvecklat för Game Boy) som släpptes i Japan 1992. Den enda skillnaden mot originalet var att det istället handlade om Hello Kitty och att grafiken anpassats för detta.

### Hello Kitty's Cube Frenzy
Hello Kitty's Cube Frenzy (1998) är ett pusselspel som i Japan släpptes som Hello Kitty's Cube de Cute.

### Hello Kitty: Happy Party Pals
Hello Kitty: Happy Party Pals (2005) är utvecklat av Webfoot Technologies för Bandai och är avsett för användande tillsammans med Game Boy Advance. Spelets karaktär påminner till viss del om The Sims.

### Hello Kitty: Roller Rescue
Hello Kitty: Roller Rescue är utvecklat av XPEC för Bandai. Spelet släpptes år 2005 till Playstation 2, Xbox, Gamecube och PC. 

### Mainichi Suteki! Hello Kitty no Life Kit
Mainichi Suteki! Hello Kitty no Life Kit eller på engelska Everyday is Wonderful! Hello Kitty Life Kit är ett pusselspel som släpptes 2007 till Nintendo DS. 

### Hello Kitty: Big City Dreams
Hello Kitty: Big City Dreams är ett Nintendo DS-spel som släpptes i november 2008 i Nordamerika och Europa. 

### Hello Kitty Daily
Hello Kitty Daily är ett Nintendo-DS-spel som släpptes i november 2008. Det är utvecklat av det japanska företaget Dorasu. Spelet påminner mer om en digital assistent än ett regelrätt spel.

### Hello Kitty Online
Hello Kitty Online' är ett RPG-PC-spel som utvecklas av Typhoon Games